# Banque Roukavichnikov
La banque Roukavichnikov (Комплекс банка Рукавишниковых) est un ensemble architectural de la ville de Nijni Novgorod en Russie qui est composé de deux édifices, l'un au n° 11 quai inférieur de la Volga dans le centre historique de la ville, et l'autre non loin au n° 23 de la rue Rojdestvenskaïa (de la Nativité). L'ensemble a été construit en 1913-1916 selon les plans de Franz Schechtel et représente un des exemples les plus réussis du style Moderne (Art Nouveau en Russie). Le premier édifice au bord de la Volga est un bâtiment industriel (ancienne maison de commerce Roukavichnikov) tandis que l'autre est le siège de la banque Roukavichnikov. Ce sont tous les deux des édifices du patrimoine architectural protégé de la fédération de Russie.

## Histoire

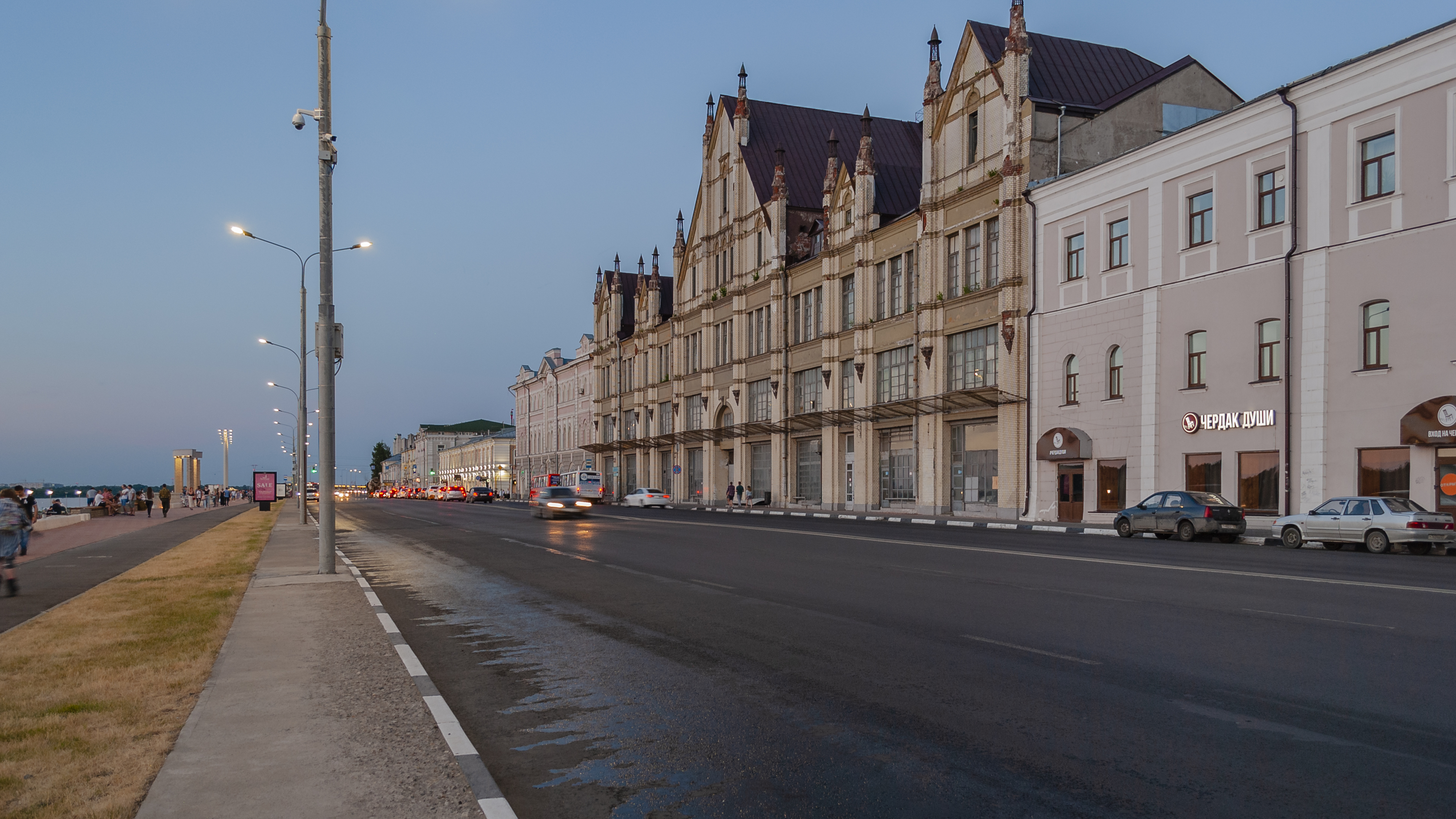
Façade de la maison de commerce Roukavichnikov, donnant quai inférieur de la Volga.

Un nouveau plan de la ville de Nijni Novgorod est mis en œuvre en 1824 par l'architecte William Geste (en). Les quais sont construits dans les années 1830 avec des bâtiments dans le style néoclassique. Les architectes Ivan Efimov et Peter Gotmann sont chargés des travaux d'aménagement des voies, du pavement et de l'élargissement afin de mieux permettre la circulation et le transport des marchandises. Seuls des bâtiments en pierre sont permis à cause des incendies qui ont frappé la ville majoritairement construite en bois à cette époque.
Dans le quartier entre la rue de la Nativité et le quai inférieur de la Volga qui appartenait au marchand de la première guilde et citoyen d'honneur, Mikhaïl Grigorievitch Roukavichnikov, l'architecte V.I. Roudinski construit une maison à un étage dont la façade donnant sur le fleuve aligne cinq avant-corps. Elle est construite en style éclectique et sert de maison de rapport pour la location d'appartements avec des magasins au rez-de-chaussée.
Après l'incendie de 1899, les héritiers de Mikhaïl Roukavichnikov se tournent vers la Commission des constructions de la mairie pour demander la permission de construire un édifice de pierre et deux bâtiments industriels. Les vieux bâtiments restaurés étant inesthétiques, Sergueï Mikhaïlovitch Roukavichnikov s'adresse à l'architecte moscovite Franz Schechtel en 1908 pour refaire les plans des façades avec de nouveaux bâtiments. Schechtel travaille sur deux constructions : celle de la banque elle-même dont la façade donne rue de la Nativité, et le bâtiment industriel donnant sur les berges de la Volga. Il s'inspire du style néogothique pour ce dernier et décore la façade du siège de la banque de statues d'ouvriers et de paysannes selon les esquisses du jeune sculpteur Sergueï Konionkov.
la destination des bâtiments change à cause du déclenchement de la Première Guerre mondiale. Le bâtiment industriel donnant sur la Volga accueille en 1915 une fabrique de couture évacuée de Varsovie afin de confectionner les uniformes de l'armée. Après la révolution d'Octobre, la fabrique de couture prend le nom de « fabrique de l'Armée rouge et de la Flotte rouge » et elle se joint au syndicat Igla («Игла», Aiguille), puis au syndicat de l'industrie légère. La fabrique produit des vêtements industriels et prend en 1923 le nom de «  fabrique n° 1 de l'Armée rouge et de la Flotte rouge » de la direction commune de production de couture de Nijni Novgorod (НижгубСНХ).
Pendant la Grande Guerre patriotique, la fabrique est de nouveau utilisée pour les besoins de l'armée et après la guerre confectionne des vêtements pour femmes. Dans les années 1960, l'entreprise de confection se réunit avec d'autres pour former un trust et en 1964 ces différentes entreprises forment l'entreprise « Maïak » («Маяк», le Phare).
Cette entreprise est privatisée dans les années 1990 et fonctionne sous ce même nom jusqu'en 2015, lorsqu'elle cesse ses activités. Le bâtiment reste vide pendant deux ans. On décide en 2017 d'en faire un lieu de production artistique (art-cluster). Le bâtiment appartient au musée d'histoire et d'architecture de Nijni Novgorod.

## Banque Roukavichnikov

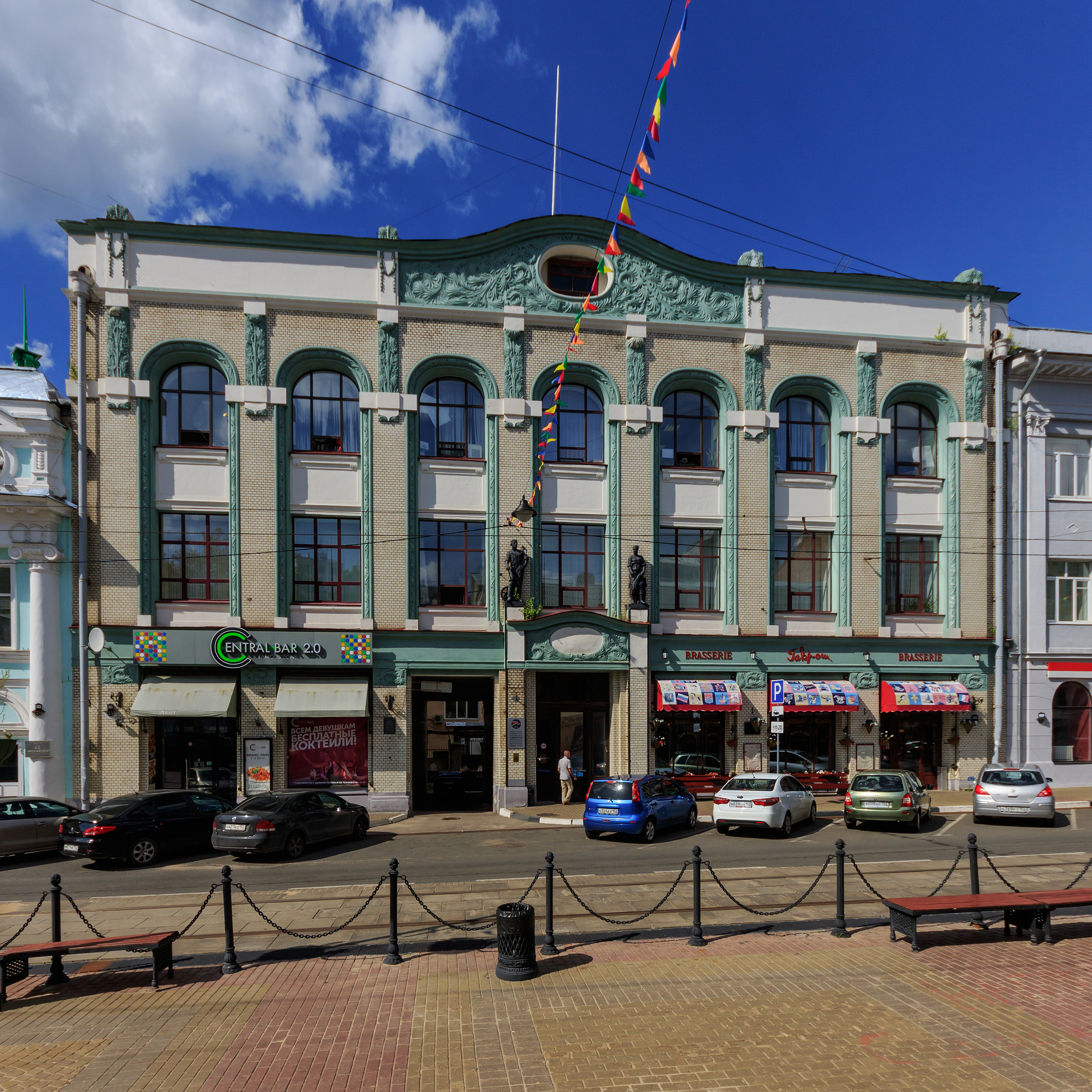
Siège de la banque Roukavichnikov.

L'ancien siège de la banque Roukavichnikov donne sur la rue de la Nativité. Il est construit en style Moderne rationaliste (branche de l'Art Nouveau russe). La façade est décorée de céramiques de couleur, de sculptures et de moulages en fonte. La façade du bâtiment est revêtue de carreaux blancs glaçurés et s'inspire vaguement de la façade de l'imprimerie du journal « Le Matin de Russie » («Утро России») construite par Schechtel à Moscou en 1907. De plus la façade est décorée d'un ornement floral stylisé de couleur grise « d'une part, révélant la tectonique de l'arcature en demi-arc et de la composition centrée, et d'autre part, permettant de relier l'architecture de l'Art Nouveau à l'architecture des structures voisines construites dans le style de l'éclectisme académique  ».

## Bâtiment industriel (Maison de commerce Roukavichnikov)
Contrairement au siège de la banque rue de la Nativité qui s'intègre harmonieusement à l'architecture environnante, la maison de commerce se démarque de son environnement et faisant face au fleuve forme une haute silhouette qui frappe la vue. L'édifice néogothique est à trois étages rehaussé de pinacles. Les façades sont revêtues de céramiques dans les tons de jaune et ponctuées de grande baies vitrées, le tout avec un fronton central et quatre frontons secondaires.